# Johann von Gützkow
Johann von Gützkow († nach  12. März 1257), auch Johann I., war ein Herr von Gützkow.

## Leben
Johann von Gützkow war ein Sohn des Jaczo I. von Gützkow und dessen namentlich unbekannter Gemahlin, die nach verbreiteten Literaturangaben mit Dobroslawa von Pommern, seltener mit Dobroslawa von Schlawe oder einer Tochter einer der beiden gleichgesetzt wird. Graf Konrad I. von Gützkow war sein jüngerer Bruder.
Die Ortsgründung von Hanshagen im Jahre 1248 durch die Herren von Gützkow ist wahrscheinlich Johann I. zuzuschreiben bzw. mit diesem in Zusammenhang zu sehen, denn das Dorf wird nach ihm zunächst Johannishaghen benannt.
Im Juni des Jahres 1249 verglich sich Johann mit dem Kloster Eldena über die Grenze des Waldes zwischen Eldena und Gützkow, wobei sein Bruder Konrad für ihn als Urkundenzeugen auftrat und auch die Mutter der beiden die Urkunde mit siegelte, vielleicht, weil beide noch unmündig waren. Den 19. Dezember 1256 beanspruchten Johann und Konrad den Zehnten auf der Halbinsel Liepe vom Kloster Usedom und verhandelten deswegen beim Bischof Hermann von Cammin. In gleicher Angelegenheit, da 1256 kein Ergebnis erzielt wurde, trat Konrad am 12. März 1257 letztmals mit seinem Bruder Johann gemeinsam auf. Die Ansprüche der Herren wurden damals abgewiesen.

## Familie
Eine Ehefrau des Johann I. ist nicht bekannt.
Jaczo II. (* 1244), Graf von Gützkow, Herr der terra Streu auf Rügen und Schiedsrichter der herzoglichen Landesteilung von 1295, wird von der jüngeren Forschung als Sohn Johanns I. gesehen. Historiker des 19. Jahrhunderts ordneten Jaczo II. eine Generation früher ein, als jüngeren Bruder von Johann I. und Konrad I.
Insbesondere Pyl schlussfolgerte aus den vorliegenden Urkunden, dass Johann I. jung, unvermählt und damit ohne nachgelassene Kinder verstarb.
Prümers schlussfolgert im PUB aus den Urkunden, dass Johann I. 1249 15 Jahre alt war (Gegensiegel der Mutter wurde für den Unmündigen verlangt) und deshalb 1244 als Vater von Jaczo II. nicht in Frage kommt.

## Petschaftsfund

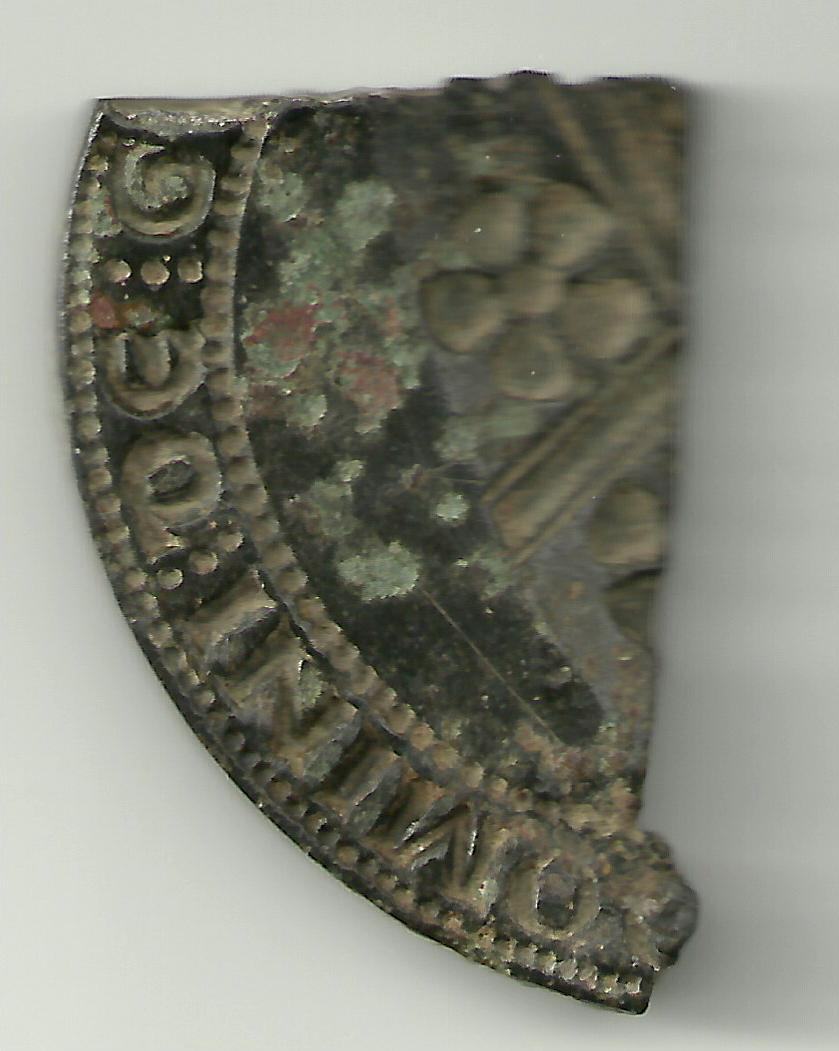
Petschaftsbruch – Johann I. von Gützkow

2012 fand der Bodendenkmalpfleger M. Rohde bei der Nachsuche auf dem archäologischen Areal der slawischen Wüstung Swinrowe (Flurname Dörpstell) ein Metallstück. Nach der Reinigung wurde es als Bruchstück eines Petschafts identifiziert. Vergleiche mit bekannten Siegeln der Gützkower Grafen zeigten deutliche Übereinstimmungen.
Die Begutachtung durch den Historiker Jörg Ansorge von der Ernst-Moritz-Arndt-Universität Greifswald 2013 ergab, dass das Petschaft um 1250 hergestellt wurde und einem Herrn von Gützkow gehörte.

„Siegel eines Herren von Gützkow:

Der Stempel hatte 56 mm Durchmesser, auf der Rückseite eine stegförmige Handhabe, entlang der der Stempel beim Zerschlagen gebrochen ist. Im dreieckigen leeren Schild das Wappen derer von Gützkow, zwei über Kreuz gelegte Balken mit vier Rosen in den Zwickeln. …
Anhand der Inschrift ist das Petschaft in die zweite Hälfte des 13. Jahrhunderts zu datieren, aufgrund der Bezeichnung des Besitzers als dominus (Herr) und nicht comites (Graf) ist das Stück wohl vor 1270 entstanden. Zu dieser Zeit sind die Herren Johann (zuletzt 1257) und Konrad (zuletzt 1284) urkundlich nachweisbar. Konrad wird erstmals 1270 als Comites bezeichnet.

Ich halte einen der beiden für den Besitzer des Siegelstempels, versuchsweise habe ich mich in der Rekonstruktion für Johann entschieden.“

Als der Ältere war Johann der regierende Herr von Gützkow, er siegelte erstmals 1249. Nach seinem Ableben wurde seine Petschaft, wie üblich, zerschlagen und zum Einschmelzen zu den archäologisch bekannten Metallhandwerkern der Siedlung Swinrowe gegeben.
Die archäologische Bedeutung des Fundes entspricht dem als Sensation bewerteten Fund eines Petschaftsbruchstückes des Fürsten Wizlaws III. von Rügen im Frühjahr 2013 bei Stralsund. Mit den beiden Bruchstücken wurden erstmals Siegelstempel des frühmittelalterlichen Hochadels in Deutschland gefunden.